# Compsibidion paradoxum
Compsibidion paradoxum là một loài bọ cánh cứng trong họ Cerambycidae.